# Städtische Bierbrauerei Pirna
Die Städtische Bierbrauerei Pirna war eine Bierbrauerei in Pirna, am Tor zur Sächsischen Schweiz.

## Geschichte
Ende des 19. Jahrhunderts existierten in Pirna sieben Brauereien. Die am längsten produzierende Brauerei war die Städtische Brauerei. Adolf Maultzsch übernahm diese 1874 und benannte sie in Bergschloßbrauerei um. 1889 übernahmen die Brüder Schrey die Brauerei und benannten sie in Bergschlößchen-Brauerei & Malzfabrik um. 1907 gründeten sie die Aktiengesellschaft Brauerei Bergschlößchen, Gebr. Schrey AG. Die Dresdner Felsenkeller-Brauerei besaß einen großen Anteil der Aktien. Diese strebte nach Vergrößerung, nachdem sie bereits 1905 die Malzfabrik Pirna von J. Ph. Lipps & Co. übernommen hatte. 1927 wurde die Brauerei in Brauerei zum Felsenkeller Pirna AG umbenannt. 1933 endete die eigenständige Brautätigkeit, seitdem füllte man als Niederlassung der Dresdner Felsenkellerbrauerei nur noch deren Bier ab.
1978 erfolgte dann die komplette Schließung der Brauerei. Bis 1990 fungierte sie noch als Vertriebsstation des VEB Getränkeversorgung Pirna. Heute befindet sich auf dem Gelände der abgerissenen Brauerei ein 2012 eröffnetes Seniorenzentrum.

## Biersorten
Brauerei zum Felsenkeller AG
- Felsenkeller Edel
- Felsenkeller Kristall
- Lagerbier

VEB Dresdner Brauereien (Betriebsteil)
- Malzbier
- Vollbier Hell
- Deutsches Pilsner
- Mumm Bockbier